# Danuta Maria Rytel
Danuta Maria Rytel ps. Mewa (ur. 5 grudnia 1917 w Sukremli, zm. 30 kwietnia 2011 w Wyszkowie) – polska farmaceutka, harcerka, działaczka konspiracyjna, uczestniczka akcji „Burza”, prezeska wyszkowskiego koła Światowego Związku Żołnierzy Armii Krajowej.

## Życiorys
Danuta Maria Rytel urodziła się 5 grudnia 1917 roku w Sukremli w Rosji w trakcie trwania zsyłki jej rodziców. Była córką Apolinarego Rytla i Marianny z Płońskich. Do Wyszkowa przeniosła się wraz z rodziną w 1931 roku. Zdała maturę w 1938 roku w Gimnazjum Koedukacyjnym Towarzystwa Szkoły Średniej w Wyszkowie (dzisiejsze I Liceum Ogólnokształcące im. Cypriana Kamila Norwida w Wyszkowie), gdzie dyrektorem był jej ojciec. Studia ukończyła na wydziale farmacji Uniwersytetu Warszawskiego.
Po wybuchu II wojny światowej Danuta Rytel ps. Mewa rozpoczęła pracę w podziemiu niepodległościowym. Działalność podziemną rozpoczęła 1 grudnia 1939 roku. Przystąpiła do Związku Walki Zbrojnej, następnie w lutym 1942 roku do Armii Krajowej. Walczyła w 13. pułku piechoty Batalionu Pułtusk. Zajmowała się dystrybucją informacji z Londynu i podziemnej Warszawy na terenie działalności batalionu. Rozwoziła rozkazy z komendantury ZWZ w Warszawie. Rozpoczęcie pracy w aptece obok kawiarni należącej do jej brata Jerzego pozwalało jej na przejmowanie poczty z terenu i dostarczanie jej kurierom. W 1944 trafiła do kompanii Juliana Zubka. Była sanitariuszką w bitwie pod Pecynką stoczonej podczas akcji „Burza”.
Po wyzwoleniu Wyszkowa wiele razy przesłuchiwano ją w pałacu Mostowskich w Warszawie. W 1953 roku wyjechała do Raciborza, gdzie pracowała w aptece przy Rynku. W 2000 roku powróciła do Wyszkowa i została prezeską koła Światowego Związku Żołnierzy Armii Krajowej Obwodu „Rajski Ptak”.
Zmarła 30 kwietnia 2011 roku w wieku 94 lat. Uroczystości pogrzebowe odbyły się 7 maja w kościele św. Idziego w Wyszkowie. Została pochowana na miejscowym cmentarzu parafialnym.

## Odznaczenia
Została odznaczona Krzyżem Kawalerskim Orderu Odrodzenia Polski, Krzyżem AK Żołnierzy Polski Podziemnej oraz Krzyżem Partyzanckim.